# Morosaphycita oculiferella
Morosaphycita oculiferella là một loài bướm đêm thuộc họ Pyralidae. Nó được tìm thấy ở Úc (bao gồm Queensland và New Zealand. Sải cánh dài khoảng 20 mm